# Newsリアルタイムくまもと
『Newsリアルタイムくまもと』（ニュースリアルタイムくまもと）は、2006年6月5日から2010年3月までくまもと県民テレビ (KKT) で放送されていたローカルニュース番組である。『NNN Newsリアルタイム』の熊本県ローカルパートに相当する。
放送時間は月曜 - 金曜 18:16 - 19:00（日本標準時）。レギュラー番組ではなく、この時間帯に放送の『テレビタミン』が休止する時のみに放送されていた。

## キャスター
- ニュース担当：三宅宣行（KKTアナウンサー）
- スポーツ担当：上野聡行（KKTアナウンサー）、小川真人（KKTキャスター）

| くまもと県民テレビ 『テレビタミン』休止時に放送のKKTニュース | くまもと県民テレビ 『テレビタミン』休止時に放送のKKTニュース | くまもと県民テレビ 『テレビタミン』休止時に放送のKKTニュース |
| 前番組                                                       | 番組名                                                       | 次番組                                                       |
| ------------------------------------------------------------ | ------------------------------------------------------------ | ------------------------------------------------------------ |
| KKTニュースプラス1 （1997年4月22日 - 2006年3月31日）         | Newsリアルタイムくまもと （2006年6月5日 - 2010年3月）        | news every.くまもと                                          |

| スタブアイコン | サブスタブ | この項目は、まだ閲覧者の調べものの参照としては役立たない、テレビ番組に関連した書きかけの項目です。この項目を加筆・訂正などしてくださる協力者を求めています（P:テレビ/PJ:放送または配信の番組）。 |